# Catarina da Pomerânia, Condessa Palatina de Neumarkt
Catarina da Pomerânia (nascida por volta de 1390 - 4 de março de 1426), foi uma princesa pomerana e Condessa Palatina de Neumarkt. 

## Vida
Catarina era filha de Vartislau VII, Duque da Pomerânia na Pomerânia-Slupsk, e de Maria de Mecklemburgo (filha de Henrique III, Duque de Mecklemburgo, e Ingeburga da Dinamarca). O irmão de Catarina era Érico da Pomerânia, futuro rei da Dinamarca, Suécia e Noruega.
Os dois irmãos foram adotados por sua tia-avó, a Rainha Margarida I da Dinamarca, em 1388 e, provavelmente, trazidos à Margarida na mesma ocasião. Inicialmente, o plano de Margarida era que Catarina fosse para a Abadia de Vadstena

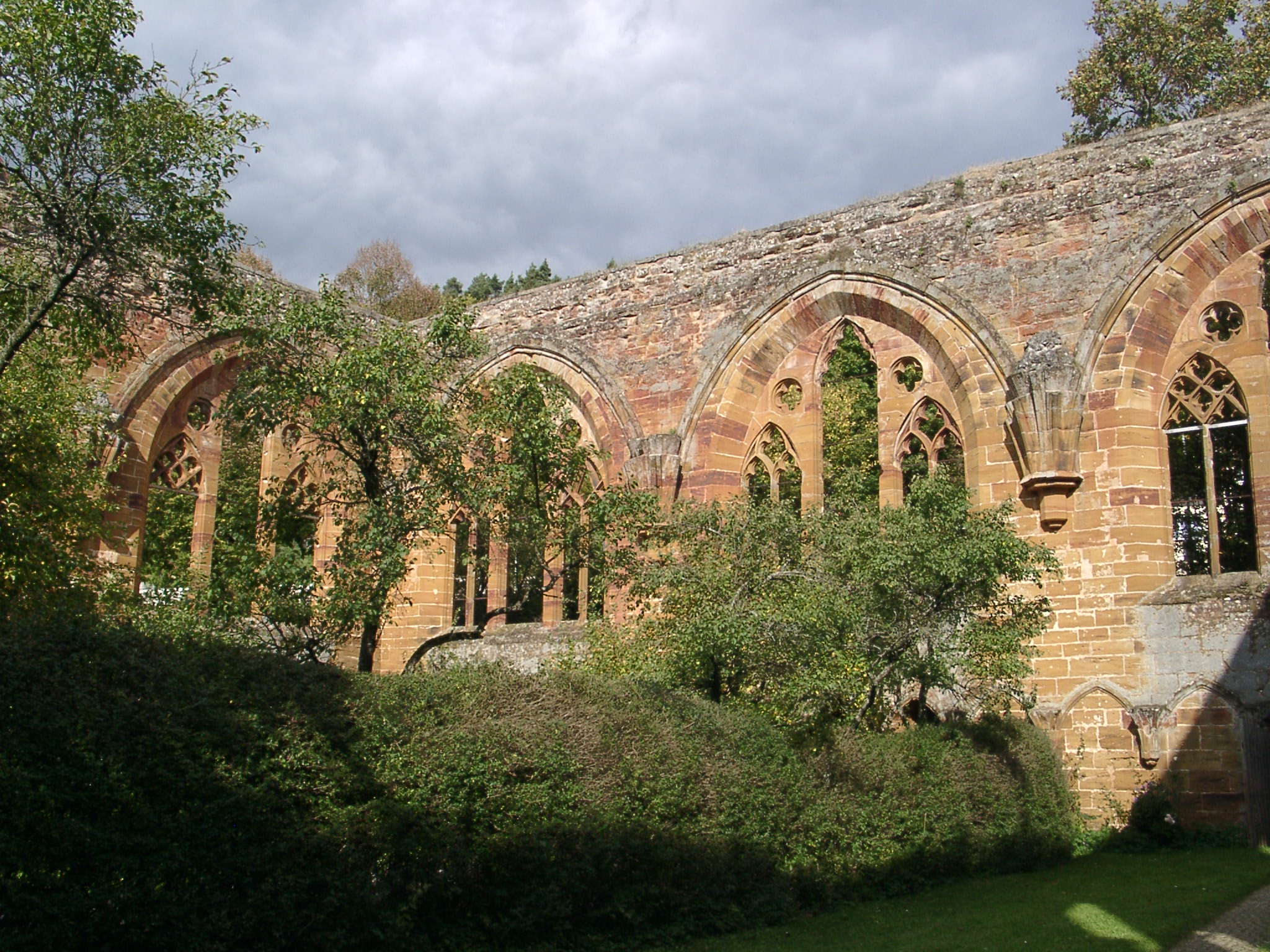
Os restos mortais de Catarina foram enterrados em Gnadenberg.

Catarina foi candidata, por um tempo, a se casar com o Príncipe Henrique de Gales. Este casamento foi sugerido em 1400/1401, e a ideia era arranjar um duplo casamento: Catarina e Henrique se casariam em paralelo ao casamento entre seu irmão Érico e Filipa, a irmã de Henrique. O casamento entre Catarina e Henrique nunca aconteceu, mas em 1406, outra ligação indireta para a Casa Real Inglesa foi criada, quando o cunhado de Filipa sugeriu um casamento com João, o Conde Palatino de Neumarkt. João era filho de Roberto, Rei da Germânia. As negociações foram concluídas em um ano, e Margarida deu a Catarina um dote de 4000 gulden (moeda de ouro do Sacro Império), muito menos do que era esperado pelo seu futuro sogro.
Em 15 de agosto de 1407, Catarina casou-se com João, em Ribe, Dinamarca. Eles têiveram sete filhos, mas apenas o mais novo, Cristóvão, viveria além da infância. Cristóvão iria suceder seu tio Érico como rei dos três reinos escandinavos.
Catarina morreu em 4 de março de 1426.